# 다니엘 래드클리프
다니엘 래드클리프(영어: Daniel Radcliffe, 1989년 7월 23일 ~ )는 잉글랜드의 배우이며 조앤 K. 롤링의 소설 해리 포터를 원작으로 한 영화 시리즈의 주인공 해리 포터 역을 맡은 것으로 유명하다. 2001년부터 2010년까지 엠마 왓슨, 루퍼트 그린트와 함께 여덟 편의 해리 포터 영화를 촬영했다. 《우먼 인 블랙》에서 자신의 실제 대자인 미샤 핸들리와 부자로 출연하기도 했다. 킬유어 달링에서 애인 에린 다크를 만나 결혼 설까지 퍼지고 있다.

## 어린 시절
다니엘 래드클리프는 1989년 7월 23일 영국 런던의 해머스미스 구역에 위치한 퀸 샬럿 첼시 병원에서 태어났다. 그의 유대인 어머니는 남아프리카 공화국에서 태어났으며, 독일, 리투아니아, 폴란드, 러시아에서 온 유대인 이민자로 조상을 추적했고, 영국의 웨스트클리프 온 시(Westcliff-on-sea)에서 자랐다.그의 아버지는 밴브리지의 매우 노동자 계급인 개신교 가정에서 자랐다.2019년, 그는 BBC의 계보 시리즈 "Who Do You Think You Are"에서 자신의 가족사를 탐구했다.래드클리프의 부모는 둘 다 자식처럼 행동했었다. 캐스팅 에이전트로서, 그의 어머니는 경감 린리 미스테리와 같은 BBC의 제작에 참여했다.
래드클리프는 런던에 있는 3개의 남자 독립 학교에서 교육을 받았다. 레드클리프 학교, 서식스 하우스 학교, 시티오브런던 학교. 첫 번째 해리 포터 영화가 개봉된 후, 몇몇 동료 학생들이 적대적이 되어 학교에 다니는 것이 그에게 힘들다는 것이 증명되었다. 연기 경력이 일정을 소모하기 시작하면서 현장 지도교사를 통해 교육을 이어갔다. 그는 학교를 쓸모없게 여기고 그 일을 "정말 어렵다"고 생각하면서, 그다지 좋은 학생이 아니라는 것을 인정했다. 2006년 치른 3차례의 AS레벨 시험에서 A학점을 받았으나 휴학하기로 하고 대학에 진학하지 않았다. 그의 추론 중 일부는 그가 배우와 시나리오 작가가 되고 싶어한다는 것을 이미 알고 있었고, 정상적인 대학 생활을 하는 것은 어려울 것이라는 것이었다.또 다니엘은 자신의 책도 내며 더 유명해 졌다

## 사생활
래드클리프는 런던의 풀럼 지역과 뉴욕의 맨해튼 자치구 웨스트 빌리지 인근 사이에서 시간을 쪼개고 있다. 그는 2012년부터 미국 여배우 에린 다크와 교제하고 있다.
2008년, 래드클리프는 그가 가벼운 형태의 신경장애를 가지고 있다고 밝혔는데, 이것은 때때로 그가 글을 쓰거나 신발끈을 묶는 것과 같은 간단한 활동을 하지 못하게 한다. 그는 "나는 학교에서 눈에 띄는 재능도 없이 모든 것을 엉망으로 하는 것에 대해 힘든 시간을 보내고 있었다"라고 말했다.
래드클리프는 랩 음악에 대한 그의 호감을 표현하며 "복잡하고 가사적으로 복잡하고 빠른 노래를 외우는 것에 집착한다"고 인정했다. 2014년 10월 28일, 그는 더 투나잇 쇼 스타링 지미 팰런에 출연하는 동안 1999년 블랙앨리어스의 곡 "Alphabet Airrobic"을 랩으로 불렀다.
래드클리프는 가족과 가까운 사이인데, 그는 래드클리프가 자신을 집에 머물게 해준다고 믿고 있다. 2010년 8월, 그는 술에 너무 의존하게 된 후 금주 상태가 되었다. 2020년 3월, 그는 BBC 라디오 4의 데저트 아일랜드 디스크에 게스트로 출연하여 10대 시절 알코올 오남용과 금주자가 되기로 결심했으며, 부모의 지지와 영국 체류가 명성을 얻는 데 어떻게 도움이 되었는지에 대해 이야기했다.
래드클리프는 2012년 자신의 믿음에 대해 "그 집에 대한 믿음이 전혀 없었다. 나는 내가 영국인임에도 불구하고 유대인이고 아일랜드인이라고 생각한다"고 했다. 그는 자신의 가족이 "크리스마스 트리 유대인"이지만 "유대인인 것이 매우 자랑스럽다"고 말했다. 2009년에 그는 자신이 무신론자라고 밝히며 "나는 무신론자가 된 것에 대해 매우 편안하다. 나는 나의 무신론을 설교하지는 않지만, 나는 리처드 도킨스처럼 무신론을 설교하는 사람들을 매우 존경한다"고 했다. 그러나 그는 2012년 "나는 무신론자이며, 종교가 입법에 영향을 미치기 시작할 때 전투적인 무신론자이다" 151년 그는 자신을 "무신론에 기댄 불가지론자"라고 묘사했다.
래드클리프는 해리 포터 영화 1편으로 100만 파운드를 벌었고 6편으로 1500만 파운드를 벌었다고 보도되었다. 그는 2006년 선데이 타임즈 부자 목록에 등장했는데, 이 리스트에서 그의 개인 재산은 1400만 파운드로 추정되어 영국에서 가장 부유한 젊은 사람들 중 한 명이 되었다. 2009년 3월, 그는 포브스 선정 "가장 가치 있는 젊은 스타" 1위에 올랐고, 4월 데일리 텔레그래프는 그의 순자산을 3천만 파운드로 측정하여 영국에서 12번째로 부유한 젊은 사람이 되었다. 래드클리프는 그 해 말 영국에서 가장 부유한 십대 청소년으로 여겨졌다. 2010년 2월, 그는 포브스가 선정한 할리우드 최고 흥행 배우 목록에서 6번째로 높은 출연료를 받는 배우로 선정되었고, 그 해 개봉된 해리 포터와 죽음의 성물 덕분에 7억 8천만 달러의 영화 수익으로 5위에 올랐다. 2020년 선데이 타임즈 리치 리스트는 래드클리프의 순자산을 9400만 파운드로 추산했다.

## 출연 작품
| 연도   | 영화                        | 배역          | 비고                  |
| ------ | --------------------------- | ------------- | --------------------- |
| 2001년 | 테일러 오브 파나마          | 마크 펜델     | 부산 초청작 상영 개봉 |
| 2001년 | 해리 포터와 마법사의 돌     | 해리 포터     | 첫 주연 작품          |
| 2002년 | 해리 포터와 비밀의 방       | 해리 포터     |                       |
| 2004년 | 해리 포터와 아즈카반의 죄수 | 해리 포터     |                       |
| 2005년 | 해리 포터와 불의 잔         | 해리 포터     |                       |
| 2007년 | 해리 포터와 불사조 기사단   | 해리 포터     |                       |
| 2007년 | 디셈버 보이즈               | 맵스          | VOD 개봉              |
| 2009년 | 해리 포터와 혼혈 왕자       | 해리 포터     |                       |
| 2010년 | 해리 포터와 죽음의 성물 1부 | 해리 포터     |                       |
| 2011년 | 해리 포터와 죽음의 성물 2부 | 해리 포터     |                       |
| 2012년 | 우먼 인 블랙                | 아서 킵스     |                       |
| 2013년 | 킬 유어 달링                | 앨런 긴즈버그 |                       |
| 2014년 | 혼스                        | 이그 페리쉬   |                       |
| 2014년 | 더 F 워드                   | 월리스        |                       |
| 2015년 | 나를 미치게 하는 여자       | 단역          |                       |
| 2015년 | 빅토르 프랑켄슈타인         | 이고르        | VOD 개봉              |
| 2016년 | 나우 유 씨 미 2             | 월터 매브리   |                       |
| 2017년 | 정글                        | 요시 긴스버그 |                       |
| 2018년 | 작전명 비스트               | 숀 헤거티     |                       |
| 2019년 | 플레이모빌: 더 무비         | 렉스 데셔     | 더빙                  |
| 2020년 | 프리즌 이스케이프           | 팀 젠킨       |                       |
| 2022년 | 로스트 시티                 |               |                       |